# Una cuestión personal
Una cuestión personal (個人的な体験, Kojinteki na taiken). Siendo la segunda novela de Kenzaburō Ōe, publicada en 1964; es una de las obras literarias más destacadas de Kenzaburō Ōe. Esta novela está compuesta de elementos autobiográficos, puesto que está inspirada en el impacto que le causó la Hidrocefalia que padece su primogénito, y como consecuencia,  Trastornos del espectro autista. Esta obra tiene tintes de los propios temores y obsesiones del autor que se llegan a evidenciar en sus títulos posteriores, los cuales desarrollaron distintas dimensiones de la relación que tiene con su hijo, Hikari Ōe: Las aguas han invadido mi alma,  ¡Despertad, oh jóvenes de la nueva era! y Juegos contemporáneos. 

## Argumento
La novela gira en torno a Bird, un hombre de 27 años, que se encuentra en una situación de agobio gracias a que su esposa está en un hospital dando a luz y lo toma como que en su futuro estará encerrado por el concepto de familia. Debido a este temor, Bird, construye una fantasía de libertad la cual consiste en escapar hacia África y emprender un viaje lleno de aventuras que lo aleje de sus responsabilidades. No era la primera vez que el protagonista planeaba su huida, puesto que ya desde que se casó, había pasado un verano alcoholizándose y alejado del mundo exterior.  
El niño engendrado padece de una hernia cerebral que lo condena a una muerte inminente o a una vida vegetativa. La situación clínica de su hijo, hace que Bird, se llene de vergüenza y se sienta cohibido a expresarlo y junta sus emociones y miedos y se hunde en un viaje lleno de sexo, alcohol, y violencia, en la ciudad de Tokio. 
Junto a Himiko, una antigua amiga, Bird emprende una aventura donde se desvincula de sus responsabilidades y espera la muerte del bebé. Himiko se convierte en un refugio y buscan a doctores que sean capaces de quitarle la vida a la criatura. 
Luego de un extenso recorrido de introspección, el protagonista entiende que debe aceptar la responsabilidad, ya sea, quitándole la vida al bebé él mismo, o haciendo lo posible por el tratamiento médico. Es entonces donde se descubre que el bebé tiene un Tumor pequeño y existen posibilidades de una vida normal, con riesgo alto de coeficiente bajo. El protagonista abandona su apodo Bird, que representa lo enjaulado que se sentía y asume las responsabilidades que convengan sus actos.

## Análisis
Es una de las mejores novelas de este autor, quien en esta busca mostrar crueldad y también algo de violencia claramente mostrada en el viaje emprendido por Bird, quien espera con este, renovar su vida antiguamente cansada y pesarosa. Este viaje, aunque corto en tiempo, lleva al personaje a adentrarse en desconocidos lugares de su interior para tomar una fuerte decisión, no solo por la existencia de su inesperadamente indeseado hijo, sino por la llegada de Himiko, un personaje influyente que lo invitará a replantearse muchas cosas y adentrándose en una fatalidad autodestructiva. 
El texto nos ilustra con brutalidad la violencia y la realidad sobre la que vivimos, reflejada en las descripciones a los doctores, serios y algunos fríos, indiferentes a la situación del bebé, siendo plasmados con imágenes como doctores que son tortugas, o que padecen ojos de cristal, cuerpo de tonel y especialistas que suministran azúcar con agua en lugar de leche para promover la debilitación del niño, que a pesar de ser quizás los representantes de la “razón”, cometen actos o tienen posturas que podrían ser juzgados como inhumanos y crueles. 
Visibiliza cómo el dolor puede llegar a hacer tanto daño si se retiene, puesto que en consecuencia de los sentimientos de vergüenza hacia el hijo, llegó a denominarse “el padre de un monstruo”, deshumanizando al bebe y construyendo un imaginario de guerra donde el bebe es su enemigo con el cual sostiene una batalla. Además de culpabilizarse sin la posibilidad de transitar estos sentimientos haciendo catarsis en todas sus acciones.
El sexo es un concepto definido como un vehículo de evasión, reflejado en escenas altamente descriptivas, directas y violentas. También la violencia juvenil, con jóvenes llenos de ira y odio que atacan por placer; recordando el carácter de liderazgo que tenía Bird en su adolescencia y en cierto modo perdió al estar sumergido en excesos.
Al final del texto, el niño se ve como una luz, la narración lo humaniza y la batalla termina, se muestra una oportunidad para hacerle frente a sus temores, obligarse a retomar su vida y responsabilizarse viéndose socialmente aceptado y reconocido.
Más allá de la experiencia de Bird, se puede reconocer un tinte más autobiográfico en esta obra, escrita tras lo que fue el nacimiento del propio hijo de Oé, Hikari Ōe quien padece hidrocefalia, mostrando una percepción angustiosa y temerosa de su propio ser en el personaje de bird. Adicionalmente, se pueden relacionar las características de las situaciones anteriores como consecuencias de la perturbación psíquica que invadió a Japón en la posguerra por Hiroshima y Nagasaki, pues el texto se publicó no muy lejos, en 1964 y relaciona los personajes en batallas imaginadas o asignándoles roles dependiendo la situación o la imagen que Bird crea de ellos.

## Oe y otros Autores
- William Blake, Oe utiliza la dualidad de The Marriage of Heaven and Hell entre la pasión y la razón como argumento de la batalla interna del protagonista (Bird) “Thus men forgot that All deities reside in the human breast”. El contenido de Proverbs of hell influye fuertemente en la obra. Desde el título de la obra Cuestión Personal y el fragmento “If the lion was advised by the fox. He would be cunning”, cuyo significado refleja el carácter individual de la crisis que atraviesa Bird. El tipo de narración y la relación de  los personajes con su ambiente puede encontrarse en el siguiente fragmento “The wish’d everything was black, the owl, that every thing was white”. Incluso con fragmentos citados directamente por personajes que toman marcadas posturas o representan visiblemente el cielo o el infierno, siendo consumidas por una o por la otra, o en el caso del personaje principal, la confusión entre los dos. La obra de Blake le da entonces un sentido a las decisiones de los personajes, un sentido a la lucha de Bird, y un sentido a la esencia de los demás personajes.
- William Shakespeare, Oe cita a través de Himiko, la obra Hamlet, para exponer la situación de Bird a partir de lo que Hamlet empieza a experimentar mentalmente el personaje principal en la obra, es decir la paranoia y la inestabilidad mental cargada de culpa y delirios, todo esto nos da una pista de que tan agobiado se encuentra Bird.